# Nectar (Alabama)
Nectar es un pueblo ubicado en el condado de Blount, Alabama, Estados Unidos. Tiene una población estimada, a mediados de 2022, de 382 habitantes.

## Demografía
Según el censo de 2000, en ese momento los ingresos medios de los hogares eran de $44,167 y los ingreso medios de las familias eran de $49,250. Los ingresos per cápita para la localidad eran de $16,408. Los hombres tenían ingresos medios por $31,563 frente a los $24,583 que percibían las mujeres.
De acuerdo con la estimación 2017-2021 de la Oficina del Censo, los ingresos medios de los hogares son de $42,955 y los ingresos medios de las familias son de $43,182.

## Geografía
La localidad está situada en las coordenadas 33°58′47″N 86°37′14″O / 33.97972, -86.62056 (33.979779, -86.620614).
Según la Oficina del Censo de los Estados Unidos, tiene una superficie total de 4.73 km².